# Georgi Iwanow (zapaśnik)
Georgi Iwanow (bg. Георги Иванов; ur. 11 listopada 1989)  – bułgarski zapaśnik walczący w stylu wolnym. Olimpijczyk z Rio de Janeiro 2016, gdzie zajął dwunaste miejsce w kategorii 74 kg.
Zajął 26. miejsce na mistrzostwach świata w 2015 roku.